# Автомагистрала А10 (Италия)
Автомагистрала А10 на Република Италия (на италиански: Autostrada A10 или Autostrada dei Fiori; превод: Пътят на цветята) е транспортен коридор, който свързва Вентимилия с Генуа. Пътят има дължина от 159 км и преминава изцяло през регион Лигурия, като се свързва естествено с френската А8. Магистралата следва панорамно Средиземно море.

## История
Автомагистралата е построена в края на 60-те и началото на 70-те години на ХХ век. Тя тръгва от границата край Вентимилия и стига до Генуа, като концесионираният участък свършва при град Савона. Пътят пресича френско-италианската граница между Вентимилия и Мантон, но до началото на 80-те години не е била свързана с френската магистрала А8.
Концесионират я две предприятия: Autostrade per l'Italia S.p.A. (от Генуа до Савона) и Autostrada dei Fiori S.p.A. (от Савона до френската граница), като последната е частна компания, която я проектирва в периода 1962 – 1966. Първият участък от нея е отворен през 1969 година, а цялата магистрала е завършена през 1971 г.
На 14 август 2018 г. мостът „Моранди“ в западната част на Генуа се срутва и предизвиква смъртта на поне 35 души.
Без съмнение, това е една от най-сложните в техническо отношение магистрали, понеже по протежението ѝ са разположени 67 тунела и 90 моста, което представлява 60% от цялото трасе.
На италианска територия тя се пресича с А6 в посока Торино и с А7 в посока Милано, както и с А26 и А12.